# Tehut
Tehut, Tekh o Dhewty (Ibis) fou el nomós XV del Baix Egipte en grec Hermòpolis Mikra. Estava entre dues branques del Nil al nord-oest del delta oriental, arribant fins a la costa marítima i el llac de Damiata. Antigament el nomós XVI (Kha) era part d'aquest nomós però després se'n va separar. La capital fou Ba'h (Baht) or Weprehwy (Hermòpolis Parva, avui Baqliya) que és esmentada com a ciutat principal a la llista d'Abidos. A una llista a Edfú s'esmenta la ciutat de Hu. Claudi Ptolemeu anomena la ciutat de Panephusis que fou el nom grec de Baht. El déu principal fou Thoth amb un temple dedicat a Hermòpolis Parva.